# Proteuxoa
Proteuxoa é um gênero de traça pertencente à família Arctiidae.